# Eduardo Nouvilas
Eduardo Nouvilas y Alzina (La Coruña, 1821-Barcelona, 1883) fue un militar español que participó en las guerras carlistas de parte del bando gubernamental.

## Biografía
Nació en La Coruña el 17 de julio de 1821. Su padre, natural de Figueras, también militar ascendió hasta el grado de coronel. Militar de formación como su padre, participó activamente en la segunda guerra carlista en la zona de la Cataluña central y en la provincia de Gerona, como comandante segundo de la Compañía de Cazadores del Príncipe, donde destacó siendo promocionado al final de la guerra al cargo de teniente coronel (1849). 
También participó en la guerra de África (1859-60) como comandante del regimiento de infantería de Granada. Terminada la guerra vuelve a la península y es nombrado primer comandante del batallón provincial de Barcelona donde vivirá hasta 1864 cuando se traslada a Madrid al frente del Batallón de cazadores nº2 de Madrid. 
El 25 de septiembre de 1869 es nombrado general de brigada y el 14 de febrero de 1872 ya en plena tercera guerra carlista mariscal de campo. El 9 de febrero, el gobierno de la Primera República lo nombra, gobernador militar de la provincia de Gerona. Será aquí donde Nouvilas se convertirá protagonista de uno de los hechos de armas más trascendentales de la guerra en Cataluña, la batalla del Toix. En este momento la situación en la provincia es muy complicada ya que después de la proclamación de la república las fuerzas carlistas han ganado mucho apoyo y controlan buena parte de la provincia. Así al poco tiempo de llegar Nouvilas, en Sarriá de Ter, descubre que los carlistas han vuelto a atacar Olot y los defensores liberales han tenido que refugiar en los edificios del hospicio y la iglesia de San Esteban donde se han hecho fuertes. Nouvilas remite la información a la comandancia de Barcelona y recibe la orden de socorrer la ciudad al frente de una columna, al mismo tiempo, otra columna bajo las órdenes del general Mendiviela debía salir de Vich ya través del camino real y llegar a Olot desde Osona.

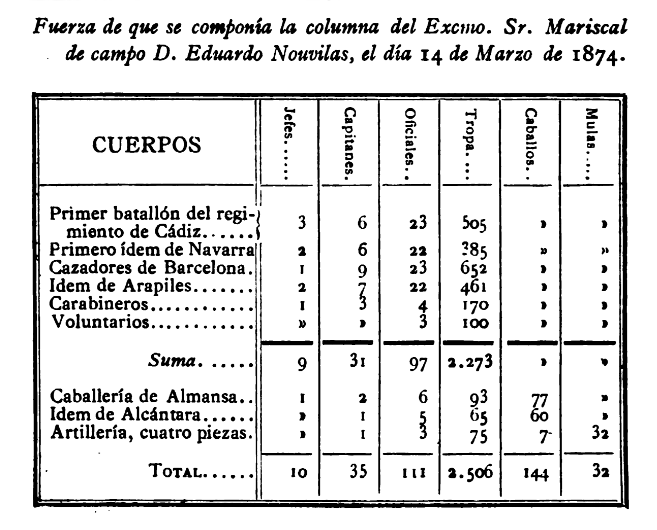
Relación de fuerzas de la columna del general Nouvilas

Así al frente de una columna formada por unos 2500 hombres marcha hasta Bañolas donde descubre que la ruta por Mieras está fuertemente defendida por los carlistas, de ahí que opta por continuar hacia Besalú y Castellfullit de la Roca. A la altura de Tortellá pero descubre que Castellfullit también está fuertemente defendido por carlistas y, acompañado por voluntarios del pueblo, decide rodear Castellfullit por la sierra que separa Castellfullit de Oix. 
Desde Montagut la columna accede hacia el alto de Palomeres y recorre la carena en dirección a Toralles, desde donde a través del valle del Bac querían llegar a Castellar de la Montanya y, desde allí a San Juan les Fonts. Antes de llegar pero, los carlistas a las órdenes de Savalls comienzan a atacar la columna desde múltiples direcciones hasta que los obligan a detenerse en lo alto de la sierra del Toix. Allí, con la ayuda de la artillería mantienen a raya los ataques carlistas durante unas horas, hasta bien entrada la tarde. La intención de Nouvilas era hacerse fuerte en la montaña y pasar la noche a la espera de que la columna procedente de Vich llegara a Olot y una vez liberada la ciudad pudieran socorrerle. 
Sin embargo, el cansancio generalizado de los soldados, una confusión en las municiones de los fusiles, y una carga a bayoneta de los carlistas acabaron provocando el pánico entre la tropa que abandonó las posiciones y huyó en desbandada en dirección a la Vall del Bac. El general Nouvilas y un reducido grupo de soldados que le seguían intentaron romper el cerco y llegar a Olot, pero fueron rodeados y se rindieron cerca de la casa de la Devesa. 

Una vez prisioneros fueron conducidos a Castellfullit, donde el general Savalls había establecido su cuartel. Fueron divididos en grupos y repartidos por el territorio que controlaban los carlistas. Algunos también se unieron a las filas carlistas. Los hechos del Toix supusieron la mayor victoria carlista en toda la guerra y supuso la captura de 4000 fusiles, 10 piezas de artillería, una gran cantidad de munición, 200 caballos y 6000 duros. Además después de la derrota de Nouvilas, la columna de Mendiviela desiste de avanzar hacia Olot y la ciudad se rinde el día 19. Con la capitulación de Olot se rindieron también muchas otras plazas de los alrededores, llevando los carlistas en su momento de apogeo en la provincia durante toda la guerra. 

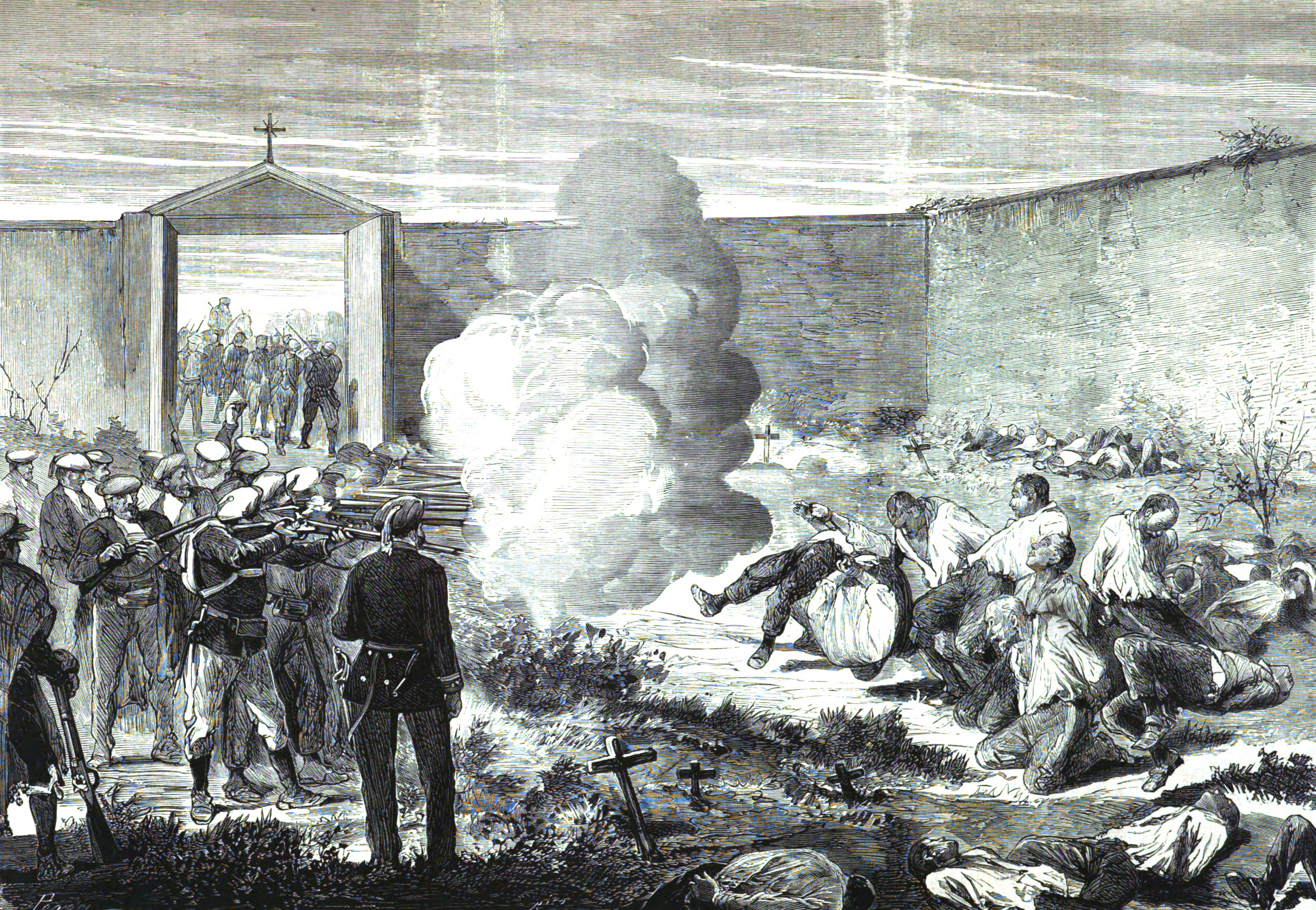
Fusilamiento de prisioneros de la columna Nouvilas en el cementerio de Llaers el 17 de julio de 1874

Nouvilas pasará un año como prisionero, primero lo llevan al Mas de Cal Xicoy, más adelante a Olot, Vallfogona, el castillo de Montesquiu, Vidrá y la Seo de Urgel. Durante su cautiverio uno de los episodios más macabros será el que tuvo lugar el 17 de julio de 1874 a Llaers cuando se separarán los carabineros (unos 75) del resto de prisioneros para fusilarlos. Ya antes cerca de Besalú habían fusilados los voluntarios de Tortellá que acompañaban la columna.
Finalmente el 17 de marzo de 1875 en un intercambio de prisioneros, Nouvilas es liberado. Sin quedará pendiente de un consejo de guerra por los hechos del Toix. El consejo de guerra se celebrará un año más tarde el 23 de marzo de 1876. Con la guerra ya acabada Nouvilas es apercibido por unanimidad por el tribunal.
El 1 de julio de 1883 muere en Barcelona.